# Vikingligr Veldi
Vikingligr Veldi е дебютен студиен албум на норвежката блек метъл група Enslaved. Издаден е на 28 февруари 1994 г. от Deathlike Silence Productions.

## Обща информация
Въпреки че групата е от Норвегия, текстовете в албума са на исландски език, вероятно поради приликата си със старонорвежкия. Текстът на „Heimdallr“ е на старонорвежки. Китаристът Ивар Бьорнсон е само на 15 години, когато е записан албума. Той е посветен на убития Евронимус.

## Състав
- Грутле Кялсон – вокали и бас
- Ивар Бьорнсон – китара, клавири, електроника, пиано
- Трюм Торсон – барабани

## Песни
| 1.    | Lifandi lif undir hamri | 11:31 |
| 2.    | Vetrarnótt              | 10:58 |
| 3.    | Midgards eldar          | 11:16 |
| 4.    | Heimdallr               | 6:15  |
| 5.    | Norvegr                 | 10:56 |
| 50:56 |                         |       |